# In My Chair (singolo)
In My Chair è una canzone della rock band Status Quo pubblicata come singolo nell'ottobre del 1970.

## La canzone
La canzone è uno dei primi pezzi ad essere scritti dalla coppia di autori Francis Rossi/Bob Young e viene composta di getto nel corso di un pomeriggio nella cucina della casa di famiglia di Francis.
Si tratta di un boogie-woogie lento, semplice e cadenzato, inciso con la voce quasi sussurrata di Francis a duettare con gli assolo della sua Fender Telecaster, in una base ritmica tipicamente blues.
Il singolo viene scarsamente trasmesso dalle radio, ma rimane in classifica per 14 settimane (con un picco al n. 21 UK) divenendo, negli anni successivi, uno dei momenti più amati dei concerti live.
Il brano, in origine, viene pubblicato solo come singolo. Nel 2003 è stato incluso come bonus track nella ristampa CD dell'album Ma Kelly's Greasy Spoon uscito anch'esso nel 1970.

## Tracce
1. In My Chair - 3:14 - (Rossi/Young)
2. Gerdundula -3:19 - (Manston/James)

## Ristampa
Il 45 giri pubblicato nel giugno 1979 costituisce la ristampa del classico brano boogie rock già distribuito dagli Status Quo come singolo nel 1970.
Parte delle copie vengono pubblicate in versione "flexi disc" ed allegate in omaggio ad una edizione speciale della rivista musicale Record Mirror. La nuova pubblicazione del brano avviene ad opera della Pye Records per promuovere l'antologia "Just for the Record", una raccolta di brani incisi nei primi anni di storia della band.

## Formazione
- Francis Rossi (chitarra solista, voce)
- Rick Parfitt (chitarra ritmica, voce)
- Alan Lancaster (basso, voce)
- John Coghlan (percussioni)

## British singles chart
| Posizione | 39 | 33 | 24 | 21 | 23 | 27 | 43 | 43 | 35 | 27 | 27 | 29 | 48 | 35 | uscito |